# Baesweiler
Baesweiler är en stad i Städteregion Aachen i Regierungsbezirk Köln i förbundslandet Nordrhein-Westfalen i Tyskland.